# Перьяк-Минервуа (кантон)
Перья́к-Минервуа́ (фр. Peyriac-Minervois) — кантон во Франции, находится в регионе Лангедок — Руссильон, департамент Од. Входит в состав округа Каркасон.
Код INSEE кантона — 1125. Всего в кантон Перьяк-Минервуа входят 16 коммун, из них главной коммуной является Перьяк-Минервуа.

## Коммуны кантона
| Коммуна          | Население, чел. (1999) | Почтовый индекс | Код INSEE |
| ---------------- | ---------------------- | --------------- | --------- |
| Азий             | 1 056                  | 11700           | 11022     |
| Вильнёв-Минервуа | 824                    | 11160           | 11433     |
| Кабреспин        | 196                    | 11160           | 11056     |
| Кастан           | 112                    | 11160           | 11075     |
| Кон-Минервуа     | 1 476                  | 11160           | 11081     |
| Ла-Редорт        | 1 037                  | 11700           | 11190     |
| Леспинасьер      | 90                     | 11160           | 11200     |
| Лор-Минервуа     | 1 096                  | 11800           | 11198     |
| Перьяк-Минервуа  | 1 000                  | 11160           | 11286     |
| Пепьё            | 949                    | 11700           | 11280     |
| Пюишерик         | 1 025                  | 11700           | 11301     |
| Рьё-Минервуа     | 2 075                  | 11160           | 11315     |
| Сен-Фришу        | 181                    | 11800           | 11342     |
| Ситу             | 96                     | 11160           | 11092     |
| Трос             | 446                    | 11160           | 11396     |
| Эг-Вив           | 481                    | 11800           | 11001     |

## Население
Население кантона на 1999 год составляло 12 140 человек.
| 1962   | 1968   | 1975   | 1982   | 1990   | 1999   | 2006 | 2007 |
| ------ | ------ | ------ | ------ | ------ | ------ | ---- | ---- |
| 12 374 | 13 197 | 12 332 | 12 289 | 12 164 | 12 140 | -    | -    |